# Paul Travers
Sir Paul Anthony Travers, KCB (* 5. August 1927 im Metropolitan Borough of Wandsworth; † 10. Juni 1983 in London) war ein britischer Offizier und zuletzt Generalleutnant der British Army, der unter anderem zwischen 1981 und 1982 Kommandeur des Heeresbezirks Südost (South-Eastern District) sowie von 1982 bis zu seinem Tode 1983 Generalquartiermeister des Heeres (Quartermaster-General to the Forces) war.  

## Leben

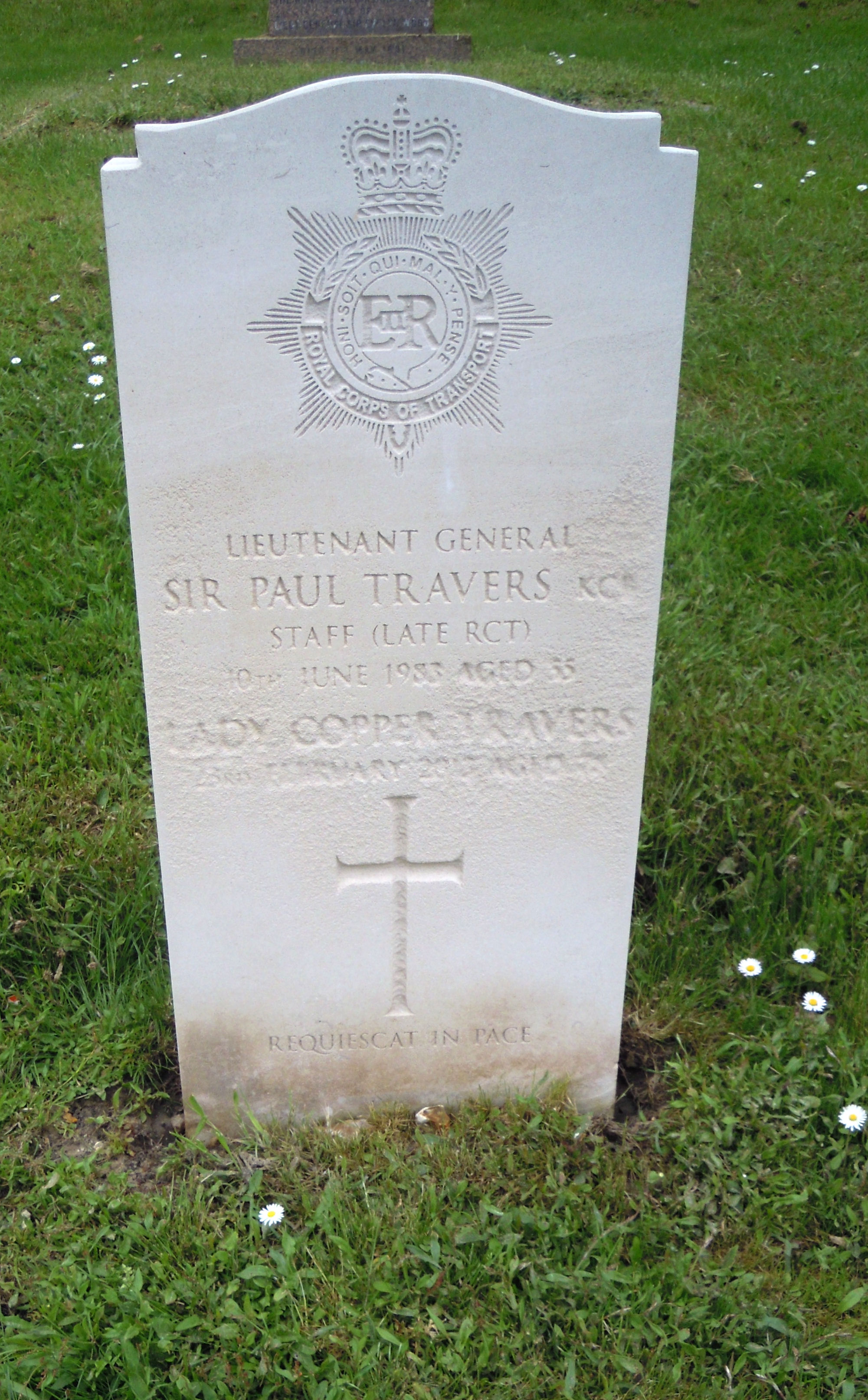
Grabstätte von Lieutenant-General Sir Paul Travers auf dem Friedhof der Garnison Aldershot.

Paul Anthony Travers, Sohn von Michael Travers aus dessen Ehe mit Edith Travers, absolvierte nach dem Schulbesuch eine Kadettenausbildung an der Royal Military Academy Sandhurst und wurde nach deren Abschluss am 4. Oktober 1947 im Rahmen einer Not-Offizierspatents (Emergency Commission) als Second Lieutenant des Linieninfanterieregiments South Lancashire Regiment (The Prince of Wales's Volunteers) in die British Army übernommen. Er wurde am 9. September 1948 zum Lieutenant befördert und am 3. September 1949 sein Not-Offizierspatent mit Wirkung zum 9. September 1948 in ein reguläres Patent umgewandelt. Im Zuge seiner weiteren Verwendungen in diesem Regiment wurde er am 5. August 1954 zum Captain, am 5. August 1961 zum Major sowie am 30. Juni 1967 zum Lieutenant-Colonel des Royal Corps of Transport (RCT) befördert.
Am 30. Juni 1971 wurde Travers zum Colonel befördert und war zwischen Mai 1973 und Juni 1975 im Verteidigungsministerium des Vereinigten Königreichs (Ministry of Defence) Direktor für Verwaltungsplanung (Director of Administrative Planning), wobei er in dieser Verwendung am 30. Juni 1973 auch zum Brigadier befördert wurde. Nachdem er zwischen September 1976 und März 1978 stellvertretender Generalquartiermeister der Britischen Rheinarmee BAOR (Deputy Quartermaster-General, British Army of the Rhine) war, wurde er am 8. April 1978 mit dem kommissarischen Rang eines Major-General Chef des Stabes beim Leiter der Heereslogistik (Logistic Executive (Army)) und hatte diese Funktion im Verteidigungsministerium bis zum 28. August 1979 inne. Am 20. Januar 1979 wurde er mit Wirkung zum 1. Januar 1978 in den vollen Rang eines Major-General befördert.
Major-General Travers übernahm am 20. August 1979 im Verteidigungsministerium den Posten als Vize-Generalquartiermeister des Heeres und verblieb auf diesem Posten bis zum 1. Januar 1981. Im Anschluss wurde er am 24. Januar 1981 als Nachfolger von Lieutenant-General Sir George Cooper Kommandeur des Heeresbezirks Südost (South-Eastern District) in der Garnison Aldershot und hatte dieses Kommando bis zum 15. Februar 1982 inne, woraufhin Lieutenant-General Sir Richard Trant ihn ablöste. Zugleich erfolgte am 24. Januar 1981 mit Rückwirkung zum 24. Dezember 1980 seine Beförderung zum Lieutenant-General. Für seine Verdienste wurde er zum 13. Juni 1981 als Knight Commander des Order of the Bath (KCB) geadelt, wodurch er fortan das Prädikat „Sir“ führte. Des Weiteren übernahm er am 4. November 1981 das Ehrenamt des Colonel Commandant des Royal Corps of Transport. Ferner löste er am 18. Januar 1982 Brigadier Richard Clarence Halse im Ehrenamt als Colonel Commandant des Army Legal Corps ab und hatte dieses bis zu seinem Tod inne, woraufhin Major-General David Mostyn am 17. September 1983 seine Nachfolge antrat.
Zuletzt wurde Lieutenant-General Sir Paul Travers am 8. März 1982 im Verteidigungsministerium als Nachfolger von Generalleutnant Sir Richard Worsley Generalquartiermeister des Heeres (Quartermaster-General to the Forces) und war in dieser Funktion bis zu seinem Tod am 19. Juni 1983 verantwortlich für die Bewegung und Einquartierung der Truppen, woraufhin noch einmal Lieutenant-General Sir Richard Trant seine Nachfolge antrat.
Aus seiner 1956 geschlossenen Ehe mit Therese Sara Keeley gingen ein Sohn und zwei Töchter hervor. Nach seinem Tod, 1983, wurde er auf dem Friedhof der Garnison Aldershot beigesetzt.